# سعید لیلاز
سعید لیلاز مهرآبادی استادِ دانشگاه، روزنامه‌نگار و تحلیل‌گر اقتصادی راستگرای ایرانی است. وی استاد گروه تاریخ دانشگاه شهید بهشتی و سردبیر روزنامه توقیف‌شده سرمایه بود. آخرین سمت اجرای وی قائم‌مقام مدیرعامل ایران خودرو دیزل در امور بازاریابی و فروش بود و پیش‌تر نیز مدیرعامل سبلان خودرو مایوان بود.
وی همکنون مدیرعامل شرکت خودروسازی کارمانیا است.

## زندگی
لیلاز در سال ۱۳۶۶ و در ۲۴ سالگی روزنامه‌نگاری را در روزنامه اطلاعات آغاز کرد ولی پیش تر از آن، مقالاتی برای این روزنامه فرستاده بود. پدر او در سال‌های پیش از ۲۸ مرداد ۱۳۳۲ روزنامه‌نگار بود و در رسانه‌های همچون روزنامه آتش کار می‌کرده و دیدگاه‌های لیبرال داشته است.
او مدتی را سردبیر روزنامه سرمایه بود.

### سوابق مدیریتی در خودرو سازی
او پیش‌تر مدیرعامل سبلان خودرو مایوان بوده است.

### در انتخاباتِ ۱۳۸۸

لیلاز در دادگاه متهمان به کودتای مخملی

لیلاز فردای انتخابات ریاست‌جمهوری دهم در مصاحبه‌ای نتیجهٔ رسمی انتخابات را انتخاب تاریخی رهبر توصیف کرد. کمتر از یک هفته بعد از این مصاحبه، وی دستگیر شد. او در دادگاه معروف به متهمان پرونده کودتای مخملی محاکمه شد. اتهامات وی «فعالیت تبلیغی علیه نظام، نگهداری اسناد طبقه‌بندی شده و ارتباط با بیگانگان» بود. دادگاه همچنین مقاله‌های اقتصادی لیلاز در دهه ۱۳۸۰ را مبنای اتهام دیگری قرار داده و از این بابت وی را به یک سال زندان محکوم کرده است. وی به خاطر شرکت در راهپیمایی ۲۵ خرداد نیز به یک سال حبس محکوم شده است. به گفته محمود علیزاده طباطبایی وکیل مدافع وی، دادگاه سخنان لیلاز را به عنوان توهین به مسئولان تلقی کرده و بر مبنای این اتهام، وی را به دو سال حبس و ۷۴ ضربه شلاق محکوم کرده است.
لیاز که در ۲۷ خرداد ۱۳۸۸ دستگیر شده بود پس از ۹ ماه و در آستانه نوروز ۱۳۸۹ با قرار وثیقه ۵۰۰ میلیون تومانی آزاد شد.
وی در دوران بازداشت موقت خود بیش از یک صد روز در زندان انفرادی بود.
او در مجموع به نه سال زندان محکوم شد که در دادگاه تجدیدنظر به شش سال کاهش یافت.
پس از آن لیلاز تا زمان قطعی شدن حکم صادره با قرار وثیقه ۵۰۰ میلیون تومانی در انتظار دادگاه باقی ماند و در ۱۳۹۲/۰۴/۰۸ جهت اجرای حکم نهایی خود را به زندان اوین معرفی کرد. ولی بعد از گذشت چند ساعت آزاد شد.

## دیدگاه‌ها و واکنش‌ها

### واکنش به انتخابات ۹۲
پس از انتخابات ریاست جمهوری ۱۳۹۲ و به دنبال پیروزی حسن روحانی، سعید لیلاز با انتشار یادداشتی تحت عنوان فرصت بی نظیر تاریخی اعلام کرد: «پیروزی آقای حسن روحانی در یازدهمین دوره انتخابات ریاست‌جمهوری می‌تواند به خوبی نشان‌دهنده این واقعیت باشد که پس از تجربه هشت ساله دولت منتهی‌الیه جناح چپ و بعد از آن تجربه هشت ساله منتهی‌الیه جناح راست، شاهد به وجود آمدن نوعی گرایش و تمایل در ملت ایران به مرکزگرایی و اعتدال‌گرایی هستیم.»

### برجام و محمدجواد ظریف
در روزهای امضای توافق برجام میان ایران و ۵+۱ در وین، سعید لیلاز در مصاحبه با رسانه‌ها اعلام می‌کند اقتصاد هم مانند سیاست خارجی، نیازمند مردانی مانند محمدجواد ظریف است.

### انتشار مصاحبه لیلاز با ظریف در ایران اینترنشنال
پنجم اردیبهشت ۱۴۰۰ شمسی، یک فایل صوتی (که سخنگوی وزارت خارجه ایران می‌گوید تقطیع شده است) از محمدجواد ظریف در شبکه تلویزیونی ایران اینترنشنال منتشر شد. این فایل محصول مصاحبه‌ای با حضور سعید لیلاز و محمدجواد ظریف است که ذیل پروژه‌ای تحت عنوان تاریخ شفاهی دولت تدبیر و امید و زیر نظر مرکز بررسی‌های استراتژیک ریاست‌جمهوری به ریاست حسام الدین آشنا انجام شده است که پس از این ماجرا از سمت خود برکنار شد و علی ربیعی جانشین وی شد. در بخش‌هایی از این گفتگوی محرمانه، محمدجواد ظریف، برخی از شکست‌های حوزه دیپلماسی را به علت ترجیح میدان (سیاست‌های منطقه‌ای جمهوری اسلامی و فعالیت‌های قاسم سلیمانی) بر مذاکره در جمهوری اسلامی ایران عنوان کرده است.

## پی‌نوشت‌ها
1. ↑  سعید لیلاز:آمار اقتصادی احمدی رجانیوز
2. ↑  «سعید لیلاز قائم مقام مدیرعامل ایران خودرو دیزل شد». اقتصاد آنلاین. ۲۸ مرداد ۱۳۹۷. بایگانی‌شده از روی نسخه اصلی در ۲۲ اوت ۲۰۱۸.
3. 1 2  «در مورد سعید لیلاز در ویکی تابناک بیشتر بخوانید». www.tabnak.ir. دریافت‌شده در ۲۰۲۳-۰۶-۰۹.
4. 1 2  «RFI - سعید لیلاز: نتیجهٔ رسمی انتخابات، انتخاب تاریخی رهبر است». www1.rfi.fr. دریافت‌شده در ۲۰۲۳-۰۶-۰۹.
5. ↑  بی‌بی‌سی-لیلاز به ۹ سال حبس محکوم شد و تاجزاده سکوت کرد
6. ↑  https://www.baharnews.ir/news/13107/سعيد-لیلاز-زندان-رفت-اما-آزاد
7. ↑  https://www.irna.ir/news/7353015/سعید-لیلاز-آزاد-شد
8. ↑  https://www.radiozamaneh.com/79906/
9. ↑  http://www.bbc.co.uk/persian/iran/2013/06/130629_l45_leylaz_evin_arrest.shtml اجرای حکم ۶ سال حبس سعید لیلاز متوقف شد، خبرگزاری بی‌بی‌سی، شنبه 29 ژوئن 2013 - 08 تیر 1392.
10. ↑  https://www.baharnews.ir/news/13107/سعيد-لیلاز-زندان-رفت-اما-آزاد
11. ↑  «فعالان سیاسی و روزنامه نگاران اصلاح طلب چه می‌گویند؟ تحلیل‌های اصلاح طلبانه از "برد"». پایگاه خبری-تحلیلی فرارو. ۲۶ خرداد ۱۳۹۲. بایگانی‌شده از روی نسخه اصلی در ۱۷ ژوئیه ۲۰۱۶.
12. ↑  «دلیل سکوت «حلقه نیاوران» در قبال نامه۴وزیر». پایگاه تحلیلی خبری 598. ۲۰۱۵-۱۰-۱۱. دریافت‌شده در ۲۰۱۵-۱۰-۱۱.